# Itéa (ort i Grekland, Thessalien, Nomós Larísis)
Itéa är en ort i Grekland.   Den ligger i prefekturen Nomós Larísis och regionen Thessalien, i den centrala delen av landet, 230 km nordväst om huvudstaden Aten. Itéa ligger 40 meter över havet och antalet invånare är 346.
Terrängen runt Itéa är kuperad söderut, men norrut är den bergig. Itéa ligger nere i en dal. Runt Itéa är det mycket glesbefolkat, med 7 invånare per kvadratkilometer. Närmaste större samhälle är Gónnoi, 3,6 km väster om Itéa. 